# Алголагнија
Алголагнија (од грчког: αλγος, алгос, „бол“ и грчког: λαγνεια, лагнеја, „пожуда“) је сексуална склоност која се дефинише добијањем сексуалног задовољства у често физичком болу, стимулацијом ерогених зона. Спроведене студије указују на разлике у томе како мозак оних са алголагнијом тумачи нервни унос.

## Истраживања
Од 1992. године, алголагнија је описана као физички феномен у коме мозак сигнале бола тумачи као пријатне што доводи до психолошких ефеката. Долф Зилман је написао да:
| „ | ...већина алголагнијака своје поступке види као активну пожуду, а не као мотивацију. Пацијенти са алголагнијом могли су да воде нормалне животе, уживају у нормалним секвенцама узбуђења и препуштају се прилично нормалним сексуалним односима, али када су били изложени сексуалном болу, нису били у стању да контролишу своју реакцију. Једна жена је то описала као немогућност да спречи своје узбуђење или каснији оргазам због бола, чак и ако није била узбуђена када је почело. | ” |

Ово и друга истраживања повезују алголагнију са агресијом, хиперсексуалношћу или другим контролним психозама.
Истраживања помоћу МРИ и компјутерских модела образаца покретања неурона показала су да већина алголагнијака доживљава бол другачије од других. Алголагњаци могу имати ДНК грешке као што је СЦН9А, што доводи до нетачне ноцицепције.
Термин алголагнија је ушао у ретку употребу и не постоји унос за њега у ДСМ 4-ТР Америчког психијатријског удружења. Наношење бола другима је названо „активна алголагнија“ и изједначено са патолошким обликом садизма у Мосбијевом медицинском речнику, који такође изједначава патолошки облик мазохизма са „пасивном алголагнијом“, али не може бити патолошки (опасан) парафилија облик садизма или мазохизма осим ако не укључује бол нанет особама „без пристанка“ или „изазива(ју) изражену невољу или међуљудску потешкоћу“. И коришћење алголагније и као патолошког и непатолошког термина, неки у модерна истраживачка заједница то још увек повезује са неким, али не са свим БДСМ активностима.
Мало је истраживања у току, а већина неурофизиолога се концентрише на неуропатолошке разлоге за такве реакције.